# Ryan Rottman
Ryan Rottman (* 17. března 1984, Connecticut, Spojené státy americké) je americký herec. Nejvíce se proslavil rolí Joey Colvina v seriálu stanice TeenNick Gigantic.

## Kariéra
Kariéru zahájil v roce 2008, kdy se objevil v komedii Domácí mazlíček. V roce 2009 se objevil ve filmech jako Stuntmen a Open Road. Dále se objevil v seriálech jako Greek, V jako Victoria a 90210: Nová generace. Roli Jordana Lyleho získal v druhé sérii seriálu The Lying Game stanice ABC Family v roce 2013. V roce 2014 se objevil v seriálu Happyland stanice MTV. Seriál byl zrušen po první sérii.

## Filmografie
| Rok  | Název                 | Role                           | Poznámky            |
| ---- | --------------------- | ------------------------------ | ------------------- |
| 2008 | Domácí mazlíček       | Kluk, který si kupuje kalendář |                     |
| 2009 | Stuntmen              | Guy Torre                      |                     |
| 2009 | Open Road             | Peabody bellhop                |                     |
| 2010 | Closing Time          | Tyler                          | krátkometrážní film |
| 2011 | Birds of a Feather    | Herec č. 3                     |                     |
| 2011 | Cousin Sarah          | Jacob Forester                 |                     |
| 2014 | White Dwarf           | Ryan                           |                     |
| 2015 | Hot Girls             | Ray                            | krátkometrážní film |
| 2015 | Muse                  | policista                      | krátkometrážní film |
| 2016 | This Path             | Malcolm                        | krátkometrážní film |
| 2016 | Guidance              | Kevin Ridley                   |                     |
| 2017 | The Long Walk Home    | Scott                          | krátkometrážní film |
| 2017 | Deported              | obchodník                      |                     |
| 2018 | Billionaire Boys Club | Scott                          |                     |

| Rok     | Název                 | Role                     | Poznámky                                     |
| ------- | --------------------- | ------------------------ | -------------------------------------------- |
| 2009    | Greek                 | Jess                     | díl: „Divine Secrets and the ZBZ Sisterhood“ |
| 2010–11 | Gigantic              | Joey Colvin              | hlavní role, 18 dílů                         |
| 2011    | V jako Victoria       | Ryder Daniels            | díl: „Beggin' on Your Knees“                 |
| 2011–12 | 90210: Nová generace  | Shane                    | 6 dílů                                       |
| 2013    | The Lying Game        | Jordan Lyle              | 10 dílů                                      |
| 2013    | Průměrňákovi          | Cliff                    | díl: „The Name“                              |
| 2014    | Happyland             | Theodore "Theo" Chandler | hlavní role, 8 dílů                          |
| 2015    | See Dad Run           | Nick Banner              |                                              |
| 2016    | Doktorka k nakousnutí | Dave Oberlin             | TV film                                      |
| 2016    | Temné pohnutky        | Kevin Ridley             | 8 dílů                                       |
| 2018    | Vánoční zázrak        | Chris Shepherd           | TV film (Hallmark)                           |
| 2019    | Sister of the Bride   | Ben                      | TV film (Hallmark)                           |

| Rok  | Název        | Role         | Poznámky                              |
| ---- | ------------ | ------------ | ------------------------------------- |
| 2009 | Valley Peaks | DOP 4        | díl: „The Future's Beginning: Part 2“ |
| 2009 | Valley Peaks | Dr. J. Tupac | díl: „Valley Peaks: Apocalypse“       |